# 萨利姆·阿拉切
萨利姆·阿拉切（Salim Arrache，1982年7月14日—），法国足球运动员，同时拥有阿尔及利亚国籍。萨利姆现在中国足球甲级联赛的成都天诚足球俱乐部效力。

## 职业生涯

### 俱乐部
2003-2006年，萨利姆·阿拉切效力于法甲斯特拉斯堡，后转投传统强队马赛，2008年转会到同为法甲联赛的球队图卢兹，后转投法乙联赛巴斯蒂亚，在2011年去到希臘足球超級聯賽的特里波利斯之星，后来去科威特超級足球聯賽球队卡迪斯亞踢了一年。2013-2014赛季，他代表阿雅克肖征战法甲联赛，2014年2月正式加盟成都天诚。

### 国家队
| 阿爾及利亞 | 阿爾及利亞 | 阿爾及利亞 |
| 年份       | 出场       | 进球       |
| ---------- | ---------- | ---------- |
| 2004       | 8          | 1          |
| 2005       | 3          | 0          |
| 2006       | 0          | 0          |
| 2007       | 1          | 0          |
| 2008       | 1          | 0          |
| 总计       | 13         | 1          |

## 荣誉
斯特拉斯堡
- 法國聯賽盃 : 1

2005